# Leszek Matela
Leszek Matela (ur. 15 kwietnia 1955 w Białymstoku) – polski publicysta, tłumacz, podróżnik, radiesteta i badacz zjawisk określanych potocznie jako paranormalne.

## Życiorys
Leszek Matela z zawodu jest germanistą oraz wykładowcą w szkołach psychotronicznych z dziedziny: radiestezji i geomancji. Jest autorem blisko 50 książek poświęconych radiestezji, geomancji, miejscom mocy, zjawiskom paranormalnym, parapsychologii, a także sugestopedii. Publikował w czasopismach polskich: „Nieznany Świat”, „Czwarty Wymiar”, „Trzecie Oko”, „Kurier Poranny”, „Kulisy”, „Szaman”, „Nie z tej ziemi”, „Problemy Zjawisk Nieznanych”, „Sfinks”, jak i zagranicznych: „Esotera”, „RGS (Radiästhesie”)”, „Wetter-'Boden-Mensch”, „Zeitschrift für Radiästhesie”, „American Dowser”, „Rezgö Vilag”, „Magazin 2000 plus”, „Hagia Chora”, „Fortean Times”, „Feng Shui Journal” i „Fate”.
Od 1997 rozpoczął współpracę z Wydawnictwem Studio Astropsychologii w Białymstoku, wydając kompendium o miejscach mocy i geomancji zatytułowane Geomancja. Formy feng shui. Pozytywne energie.
Jest autorem tłumaczeń i wstępów biograficznych do książek: Hermanna Hesse – „Myśli” oraz Petera Bichsela „Człowiek o dobrej pamięci i inne opowiadania w stylu zen”. Wydał pierwszy w Polsce słownik polsko-niemiecki i niemiecko-polski z dziedziny parapsychologii, ezoteryki, paramedycyny i radiestezji.

## Wybrane publikacje
- Niemiecki dla początkujących superbłyskawiczną metodą relaksacyjną, Żywiec 1992, wyd. I, Białystok 1994-1997, wyd. II.
- Psychotronika – mini encyklopedia, Warszawa 1993, autorzy: L. Matela, L.E. Stefański, J. Szymański, ISBN 83-85001-90-5.
- Moc znaków runicznych, Warszawa 1994, ISBN 83-85486-29-1.
- Radiestezja Nauka – Praktyka – Ochrona przed szkodliwym promieniowaniem, Katowice 1996, ISBN 83-86757-40-X.
- Geomancja. Formy feng shui. Pozytywne energie, Białystok 1997, ISBN 83-86737-25-5.
- Tajemniczy krąg zjawisk PSI, Białystok 1997, autorzy: O. Sakowska, L. Matela, ISBN 83-86737-07-7.
- Parapsychologia – radiestezja – paramedycyna – ezoteryka. Mały słownik polsko-niemiecki, cz. 1, Katowice 1998, ISBN 83-86757-16-7.
- Parapsychologie – Radiästhesie – Paramedizin – Esoteric. Deutsch – Polnisches Kleinwörterbuch, cz. 2, Katowice 1998.
- Trójwymiarowe medytacje. Wyższe stopnie poznania przez wzrok, Białystok 1998, ISBN 83-86737-40-9.
- Runy i ich zastosowanie, Białystok 1998, ISBN 83-86737-46-8.
- ABC wahadła, Białystok 1999, ISBN 83-86737-61-1.
- ABC różdżki, Białystok 1999, ISBN 978-83-86737-64-2.
- ABC biometrów, Białystok 1999, ISBN 83-86737-73-5.
- ABC odpromienników i regeneracji organizmu, Białystok 1999, ISBN 83-86737-72-7.
- Tajemnice wiedzy atlantydzkiej, Białystok 2000, ISBN 83-86737-91-3.
- ABC chromoterapii, Białystok 2000, ISBN 83-86737-94-8.
- ABC feng shui, Białystok 2000, ISBN 83-86737-03-4.
- Sekrety pierścienia Atlantów, Białystok 2000, ISBN 83-88351-00-1.
- Polskie feng shui, Białystok 2001, ISBN 83-88351-80-X.
- Piramidy i ich wykorzystanie, Białystok 2001, ISBN 83-88351-17-6.
- Czakramy a zdrowie, Białystok 2001, ISBN 83-88351-42-7.
- Oddziaływanie kształtów i symboli, Białystok 2002, autorzy: O.Sakowska, L. Matela, ISBN 83-88351-34-6.
- Potęga kamieni, Białystok 2002, autorzy: O. Sakowska, L. Matela, ISBN 83-88351-26-5.
- Woda i jej lecznicza siła, Białystok 2002, ISBN 83-7377-003-8.
- Trójwymiarowe talizmany, Białystok 2003, autorzy: L. Matela i P. Matela, ISBN 83-7377-012-7.
- Moc Twoich dłoni, Białystok 2003, autorzy: O. Sakowska, L. Matela, ISBN 83-7377-019-4.
- Moc dźwięku, Białystok 2003, autorzy: O. Sakowska, L. Matela, ISBN 83-7377-019-4.
- Runy dla Ciebie, Białystok 2003, ISBN 83-7377-053-4.
- Tajemnice czakramu wawelskiego sekrety Krakowa, Białystok 2004, ISBN 83-7377-113-1.
- Sekrety wewnętrznej przemiany i alchemia zdrowia, Białystok 2004, ISBN 83-7377-120-4.
- Sekrety katedr i miejsc mocy, Białystok 2004, autorzy: O. Sakowska, L. Matela, ISBN 83-7377-146-8.
- Tajemnice świętego Graala, templariuszy i mistyków, Białystok 2005, autorzy: O. Sakowska, L. Matela, ISBN 83-7377-147-6.
- Tajemnice Słowian, Białystok 2005, ISBN 83-7377-178-6.
- Wyrocznia celtycka, Białystok 2005, ISBN 83-7377-203-0.
- Kod Sauniere’a. Na tropach świętego Graala, autor L. Matela pod ps. „Merlin”, Katowice 2006 ISBN 83-60528-02-0.
- Kod Druidów i sekrety Celtów, Białystok 2006, ISBN 83-7377-251-0.
- Magiczne zakątki. Przewodnik po miejscach mocy Podlasia, Suwalszczyzny, Mazur i Ziemi Łomżyńskiej, Białystok 2007, ISBN 978-83-7377-273-1.
- Chińska sztuka zdrowego życia, Białystok 2007, ISBN 978-83-7377-294-6.
- Jak korzystać z energii miejsc mocy, Białystok 2008, ISBN 978-83-7377-338-7.
- Polska magiczna, Białystok 2009, ISBN 978-83-7377-362-2.
- Pieczęć Wirakoczy i tajemnice Inków, Andrychów 2012, ISBN 978-83-917420-7-5.